# كليف باتلز
كليف باتلز (بالإنجليزية: Cliff Battles)‏ هو مدرب كرة سلة أمريكي، ولد في 1 مايو 1910 في آكرون في الولايات المتحدة، وتوفي في 28 أبريل 1981 في كليرواتر في الولايات المتحدة.

## وصلات خارجية
- كليف باتلز على موقع كلية كرة السلة في سبورتس رفرنس.كوم (الإنجليزية)
- كليف باتلز على موقع مرجع كرة القدم المحترفة.كوم (الإنجليزية)
- كليف باتلز على موقع إن إن دي بي (الإنجليزية)